# Línea XA2 (Canelones)
La línea XA2 es una línea urbana de Canelones que une la zona oeste de la Ciudad Líber Seregni con el barrio Barra de Carrasco de Ciudad de la Costa.

## Creación
Fue creada para atender las solicitudes y reclamos de vecinos de Ciudad Líber Seregni y Ciudad de la Costa, zonas que en los últimos tiempos se han crecido urbanísticamente. Algunas frecuencias de esta línea son extendidas hacia el barrio Villa El Tato. Dicha gestión fue posible tras los acuerdos entre la  Dirección  de Tránsito y Transporte de la Intendencia de Canelones, el Municipio Nicolich y las empresas operadoras.

## Recorridos
Partida (Ciudad Líber Seregni)
- Tomás Berreta
- Ruta 102
- Ruta 101
- Panam
- Iberia
- Camino Los Aromos
- Camino Los Horneros
- Ruta Interbalnearia
- Avenida Uruguay
- Avenida Giannattasio
- Avenida a la Playa
- (Terminal Parque Roosevelt)

Extensión (Villa El Tato)
- Tomás Berreta
- Ruta 102
- Ruta 101
- Panam
- Iberia
- Camino Los Aromos
- Camino Los Horneros
- Calle 1
- Calle 8
- Caminoal Paso Escobar
- Camino Los Horneros (hacia Barra de Carrasco)